# Ovdiivka, Lohvîțea
Ovdiivka (în ucraineană Овдіївка) este un sat în comuna Iskivți din raionul Lohvîțea, regiunea Poltava, Ucraina.

## Demografie
Componența lingvistică a localității Ovdiivka
     Ucraineană (92%)
     Rusă (8%)
Conform recensământului din 2001, majoritatea populației localității Ovdiivka era vorbitoare de ucraineană (92%), existând în minoritate și vorbitori de rusă (8%).